# لو بروك (لاعب كرة قاعدة)
لو بروك (بالإنجليزية: Lou Brock)‏ هو لاعب كرة قاعدة أمريكي، ولد في 18 يونيو 1939 في مقاطعة يونيون في الولايات المتحدة.

## وصلات خارجية
- الموقع الرسمي
- لو بروك على موقع دوري كرة القاعدة الرئيسي (الإنجليزية)
- لو بروك على موقعبيزبول رفرنس.كوم (الدوري الرئيسي) (الإنجليزية)
- لو بروك على موقعبيزبول رفرنس.كوم (الدوري الثانوي) (الإنجليزية)
- لو بروك على موقع مشجعي الرسوم البيانية (الإنجليزية)
- لو بروك على موقع قاعة مشاهير كرة القاعدة (الإنجليزية)
- لو بروك على موقع قاعة ميسوري للمشاهير الرياضية (الإنجليزية)
- لو بروك على موقع قاعة ميسوري للمشاهير الرياضية (الإنجليزية)
- لو بروك على موقع الموسوعة البريطانية (الإنجليزية)
- لو بروك على موقع إن إن دي بي (الإنجليزية)